# Положај жена у Србији у Великом рату
Положај жена у Србији у Великом рату осликава положај овог пола током аустријске, немачке и бугарске окупације, у којој су жене биле друштвено и економски значајно инфериорне у односу на мушкарце. На ово је утицао и однос према женама током историје, које су се услед условљености својим полом, артикулисале као социјално полна бића у ниже вреднованим друштвеним структурама...тако да ....иако нису посебна група, према њима се поступало као да то јесу, што је условило и раздвајање категорија биолошког пола и друштвеног рода.
Посебну улогу у развоју тих односа у поробљеној Србији имала су ратна збивања која су довела на само до дестабилизације друштвених односа већ и промена у схватањима рода, породице, нације. Окупационе власти су у склопу своје идеологије подстицале издвајање и јаче обликовање полних идентитета, пошто је то доводиоло до пораста неравнотеже моћи.
Иако су српске жене у окупираној Србији, у рату имала одређену улогу често је та њихова присутност била ...заклоњена доминантном улогом мушкарца — војника и ратника, док је женама додељивана улога биолошки предодређених мајки и супруга које остају да се брину о домаћинству, неме и невидљиве у позадини.

## Општа разматрања
Велики рат, који се свом жестином обрушио на Краљевину Србију, обрушио се и на жене које су, након солунске голготе српске војске и дела избеглог становништва, остале на својим огњиштима да чека мушкарца (мужа, брата, оца, сина), чува, штити и брани породицу — децу и најстарије, оплакује и сахрањује, и да се носе са општом бедом која је захватила све слојеве становништва. Остајући код куће, далеко од фронта, од непосредног убијања, жена има превасходни задатак да санира и компензује утицаје рата на породицу, сводећи сопствену улогу на њену основну компетентност – породицу.
Имајући у виду да су људске жртве током ратних операција на територији Србије биле изузетно велике и тешке, окупација од 1915. донела је до тада невиђени погром обичних, малих људи - жена, деце и старих и жена којим је припала тешка и незахвална улога да бране своје огњиште, свој праг, своје парче отаџбине. Одједном, оставши саме, у тешким временима окупације, жене су постале одговорне и за децу, и за старе, за кућу и њиву, и на крају и за себе саме и своју женску част.
Тако је српска жена истовремено представљала породицу пред властима, али и особу која је уместо домаћина куће морала да:
- попуниле неколико стотина хиљада радних места која су остала упражњена регрутацијом мушкараца.
- привређује да би прехранила своје породице,
- у недостатку лекара да постану видарка и лечи оболеле укућане,
- у недостатку учитеља да као учитељица, образује децу.
- у недостатку оца да буду и отац и мајка, и апсолутни ауторитет осећајан и брижан за укућане.

Нашавши се у таквим условима, жене у граду су прихватала да воде радњу или кафану, О ситуацији у граду сведочи белешка лекарке Славке Михајловић: 
„Жалосно је гледати дуге редове наших жена с метлама и лопатама како гладне и поцепане чисте улице од сламе, сена и ђубрета. Војници с пушкама стоје с обе стране улице, и стражаре. У подне, кад се овим бедним чистачицама издаје тврд, црн хлеб, стражар командује мирно. Оне морају да подигну руке у вис и да хватају хлеб, који им се добацује. Која је спретна, ухвати га; која није, промаши, хлеб се откотрља, а гладна чистачица га узима са земље, брише о прљаву хаљину и халапљиво једе.Б. Младеновић,  Рат и приватност..., , стр. 785: фуснота 28 наводи:  

А на селу уз кућне, жене су биле приморане да обављале и тешке пољске послове, јер је у сеоским породицама много жена остало без мужева. Шта су све издржале јадне српске сељанке радећи тешке послове, овако описује један савременик из тог периода: 
Жене су радиле чак и послове које су до тада само људи радили. Орале су, копале, сејале, жњеле, пластиле, радиле од јутра до мрака, често гоњене бајонетом и кундаком, само да би непријатељ што бољу жетву имао. Гајиле су стоку, криле и мучиле се, па често и главом плаћале, ако су хтеле сакупити и заштитити своју имовину. На кулук су ишле, камење вукле, џакове товариле и најтеже послове радиле, без икаквог признања од обесног непријатеља, а уз то су још и порез плаћале, ратне зајмове давале и храниле ону солдатеску по селима
Неке, претежно младе удовице, најчешће без потомства, враћале су се у родитељску кућу, удовице у инокосним породицама су биле принуђене на сталан рад да би прехраниле своју децу.

## Став окупационих власти и однос жена према окупатору
Иако је Први светски рат обележен масовном мобилизацијом и свеопштим пристанком народа на тотални рат, сачувани су и документи (архивски извори, дневнички записи, аутобиографије жена) који говоре о постојању пацифистичких иницијатива, нарочито међу женама. Пацифистичке иницијативе и антиратне кампање одувек су се повезивале са женама и женским и феминистичким иницијативама и покретима. Нису пронађени документи који би указивали на деловање пацифисткиња током Првог светског рата у Србији, али су се оне организовано испољавале у земљама које су учествовале у рату: Немачкој, Аустро-Угарској, Италији и Енглеској.
Након неколико снажних офанзива окупатор је Србију оставши без великог броја радно способних мушкараца који су били или у униформи, у Грчкој, Јужној Африци, Русији или у другим савезничким земљама, у логорима, болницама, на опоравку, или су били сахрањени. За само неколико месеци читава Србија постала је насељена већином женском популацијом, децом за коју се требало борити да преживе, или старијом издржаваном популацијом. Та тешка улога није свима подједнако падала. Жене су се нашле пред многим путевима и формама живота: неке су само преживљавале, полупасивно учествујући у одржавању живота и непотпуне породице; неке су узимале активно учешће у покрету, отпора – нарочито у Топличком устанку, док су друге кренуле моралном странпутицом.
Проституција и недолично понашање
Многе девојке и младе жене, без мужева и старатеља, са скромним средствиам за живот у одсуству мобилисаних вереника и мужева постале су слободније, па су се чешће слободније понашале и упуштале у љубавне авантуре. Последице су биле учестале ванбрачне везе и деца из таквих веза. Тако је некада неприхватљиво понашање жена, резултовало променама које је у доба окупације постало врло ружна појава: опијање, ахресивност, псовање и пушење цигарета.

Ратне прилике довеле су и до ширења проституције. Истраживање које се наводи у студији „Историја приватног живота у Срба”, даје податке прикупљене одмах по окончању Великог рата, 
...да су предратне „пријатељице ноћи” махом биле странкиње, досељенице из Аустроугарске или других суседних земаља, док су то за време рата чиниле или грађанке које су биле толико опхрване бедом и немаштином, жене које су можда и у претходном периоду промискуитетом надокнађивале потребан новац за лагоднији живот, или жене из непосредне околине градова, сељанке из околине, које су можда тако преживљавале. Истраживање је дало и статистику: 60% сељанки из села у околини, 30% неписмених, 60%-80% слушкиња, 10%-20% радница, 10%-20% намештеница, касирки, конобарица. У Београду је 1916. војна власт забележила 300 проститутки у пет јавних кућа.813  а неке су сарађивале се окупатором.
Дивљи бракови
Током Великог рата у Србији су постојали како на селу, тако и у граду све чешћи „дивљи” невенчани бракови – из разних потреба — за заштитом, помоћи, опстанак.. о чему сведочи велики број прича из окупације о љубави између младих девојака и заробљеника – сународника, али и официра и војника – углавном Срба, али под униформом окупатора. По једном документу, број рођене деце нпр. у Београду био је 1916. године — 516 беба од којих је у браку рођено 480; пре рата ванбрачна деца чинила су 1% од укупно рођене деце, а у време окупације чак 4%.
Колаборација
Према писању Тошка Влаховић већина жена и девојака пружала је помоћ и подршку учесницима покрета отпора и устаницима, али постојале су и „жене” које су сарађивале са бугарском окупационом влашћу. Оне су шпијунирале и пријављивале Србе, своје комшије и сељане, због разних „прекршаја”.

## Активно учешће жена у Великом рату
Упркос патријархалном моралу који је строго забрањивао женама у Краљевини Србији да учествују у ратовима, Српкиње су, кроз историју, пружале конкретан
допринос у ратовима, тако што су руководиле економијом устанака или су бринуле о рањеницима и помагале санитету. Овакве добровољне активности српских жена имају дугу традицију и део су културолошког, фолклористичког, филозофско-идеолошког или религијског миљеа. Тако је у Великом рату забележена и активна улога жене ратнице, директне учеснице ратних сукоба и борби.

Као што је индустријска револуција с краја 19 и с почетка 20. века покренула феминистички покрет, тако је Први светски рат покренуо жене да се активно укључе у друштвена збивања. У склопу тога жене је покрену на активности њихов патриотски задатака, у оквиру којих организаују женска друштава, дежурају на железничкој станици, дочекују санитетске возове, како би рањеницима пружиле окрепу топлим напицима и храном и негу у оквиру привремених прихватних центра, дуж главних комуникацијских праваца Српске железнице. О активностима добровољашким друштва жена говори и овај цитат:
Женско друштво „Милосрђе“ је, захваљујући бројним дародавцима, пре свега Ђорђу Вајферту, који је друштву поклонио зграду у Вишњићевој улици, 1912. године отворило „Дом милосрђе“ за издржавање ратне сирочади и у њему је до 1917. године неговало, хранило и сачувало од пропасти ратничку сирочад, а нарочито децу избеглица за време светског рата . Дом се налазио на левој обали Лепенице, преко пута зграде Шумадијског кола српских сестара (иза данашње зграде Поште). Немачки војници су 1917. преузели дом, децу су иселили, а у Дом су сместили самохране родитеље српских ратника.
Један од светлих примера укључуивања у одбрану земље у Првом светском рату било је и поновно ангажовање Београдског женског друштва, које је основало 15. Резервну болницу, коју су чланице Друштва опремиле и ставиле на располагање у року од два дана. Сличне активности тада су већ предузимала и друга женска удружења. Рад чланица Београдског женског друштва на организовању и вођењу болнице оне су обављале, иако уз велика напрезања у миру и тишини, без велике ларме, како то доликује управи Женског друштва.
Овенчане снажним идеалима српства у периоду јачања националне идеологије, али и уверене у праведну, одбрамбену страну Србије у Великом рату, поједине жене су у њему и активно учествовале као борци, премда су и тада ратови и револуције сматрани за ексклузивно мушку политичку борбу...углавном преобучене у мушкарце што је представљало велики отклон од традиције и патријархалног морала.

### Учешће жене у добротворним мисијама и збрињавањању рањеника, цивилног становништва и деце
С обзиром на проширивање фронта по целој Србији, а касније и ван ње, жене су непосредно осећале и виделе рат, у коме више нису желеле пасивно да чекају свог заштитника, већ су, додуше понекад скромно, излази из куће и својим активностима прокламаовале хумане принципе бриге, за рањене, болесне, децу и старе. И то све са жељом да помогну бројнима напуштеним, болесним, рањеним, са којима се кадровски ограничена санитетска и здравствена служба Краљевин Србије није могла да избори.
Суочене са заразама, епидемијама пегавог тифуса која је избила у рано пролеће 1915. године, Србија је отворила ји други фронт за који је било потребно мобилисати санитетске, људске, техничке и технолошке ресурсе, са којима Србија тада није располагала – заједно са женских лекарских, санитетских и добротворним мисијама у Србији током Првог светског рата, кренуле се у контролу, лечење и превентивни рад над становништвом, и жене Србије. Тако су имале прилику да се суоче са свим оним што организација медицинског збринњавања подразумева, а што је стратешки недостајало Србији у ратним годинама.
- Евакуација рањеника у Великом рату уз несебичну помоћ српских жена

Све што ће касније бити видљиво као медицински ангажман жена, професионални или добротворни (и добровољни), односиће се на редистрибуцију породичних моћи, у којој је „нега, контакт, хигијена, чистоћа, пажња и блискост“ поверена жени као једном од актера здравствене политике у Великом рату на поробљеној територији. Али тај ангажман, не рачунајући онај жена из страних војних мисија (у оквиру којих је било 600 жена лекара, медицинских сестара, лаборанткиња, инструментарки
и помоћног особља), није био увек на завидном нивоу јер: 
„Српске жене нису се школовале за сестринску службу и остале су по страни и недовољно заинтересоване“, јер оне су још увек за породицу везане патријархалним облицима моћи, односно за сопствену породицу као још увек једину друштвену средину која им обезбеђује традиционалне улоге.

### Српске хероине у Великом рату
Српске хероине у Великом рату у Србији, биле су жене које су током рата дале велики лични допринос и поднеле велике жртве, губећи и сопствени животе, не само као борци на фронту или добровољне болничарке, већ и као једине које су остајале и бринуле се о домаћинствима, без мушке главе у окупираној земљи.
- Српске хероине у Великом рату у Србији
- Милунка Савић
- Анка Ђуровић
- Надежда Петровић
- Љубица Луковић

О храбрости жена које су учествовале у Првом светском рату оставио је запис француски новинар Анри Барби: 
Ја сам их гледао и на ратишту, са пушком и бомбом у руци; и у болницама, у којима су на материнским и сестринским грудима привијале рањенике, јунаке; и у повлачењу кроз непроходне албанске гудуре, где се на немоћне и сломљене болом пуцало у леђа, из заседе, и у којима се масовно умирало од глади и зиме...

## Значај Великог рата за еманципацију жена
Иако је Велики рат једним делом оставио тешке последице по живот и положај жена за време окупације, он је другим делом потпомогао женску еманципацију с обзиром на то да су жене, свих друштвених слојева и образовних нивоа, успешно преузеле све оне послове и обавезе које су, до одласка на фронт, типично обављали мушкарци. То ће касније бити један од кључних аргумената за борбу за женска права кроз читав 20. век.
Иако су жене за време Првог светског рата искористиле прилику да се докажу и приближе циљу родне равноправности, улога жена у овом важном историјском догађају после рата често је друштвено невидљива, занемаривана или подразумевана. У појединим периодима ишло се чак толико далеко да се у контексту проширивања људских (женских) права, њихов допринос у рату злоупотребљавао у циљу јачања „мушког“ милитаристичког и патриотског наратива.
Високо образоване жене у Србији су до 1914. године биле реткост. Процењује се да их је било мање од сто, или негде око 10% од укупног броја образованог српског грађанства. Тај број, који није био драстично различит од броја факултетски образованих жена у европским државама тога доба, није их спречио да се, избијањем рата у Србији, одазову позиву на патриотском плану и тиме пркосе патријархалним нормама које су забрањивале женама да се школују али и у учествују у ратовима.
По завршетку рата је почео дуготрајан и компликован процес еманципације жена у Србији, који ће у првој половини 20. века у Србији дуго трајати. Пре свега зато што су за нацију тога доба биле важне...улоге учитеља, свештеника, војника, лекара, чиновканика, али и жена Српкиња које не бране отаџбину, већ рађају и васпитавају јунаке, па се тако одужују свом народу.